# Франц Пунцер
Франц Пунцер (словен. Franc Puncer; нар. 1934, Целє — пом. 1994) — словенський біолог і письменник, один із найвизначніших словенських наукових фантастів.

## Біографічна довідка
Здобувши вищу біологічну освіту, працював учителем у середній школі міста Целє. Був також директором Цельського медичного училища.
1970 року Словенський народний театр у Целє поставив його науково-фантастичну п'єсу «Вигнані з раю». Однойменна новела вийшла 1978 року у дебютній книжці «Загублена людина», яка була першим збірником словенських науково-фантастичних новел словенську наукову фантастику.
В антології словенської наукової фантастики «Райдужні крила» 1978 р. представлений новелою «Паразит».
Він увів у свої романи та оповідання лемівські мотиви, що було новинкою. Вказував на дурощі та помилки людини протягом довгих подорожей.

## Вибрані твори
- Pregnani iz raja (1970),
- Izgubljeni človek («Mladinska knjiga», Любляна, 1978),
- Časovna vrv («Fit Media», Laško, Целє, 1993),
- Wemarus («Tehniška založba Slovenije», Любляна, 1994),
- Opna («Obzorja», Марибор, 1995).